# Charlie – Alle Hunde kommen in den Himmel
Charlie – Alle Hunde kommen in den Himmel (Originaltitel: All Dogs Go to Heaven) ist ein US-amerikanischer Zeichentrickfilm aus dem Jahr 1989, der unter der Regie des Regisseurs Don Bluth entstand.

## Handlung
Die Handlung spielt in New Orleans im Jahr 1939. Charlie B. Barkin, ein Deutscher Schäferhund, landet durch eine Intrige seines Partners Carface Carruthers, einer Bulldogge, im Gefängnis. Dank der Hilfe seines Freundes Itchy, einem Basset, kann Charlie zwar fliehen, bald darauf wird er jedoch in Carface’ Auftrag getötet. Da alle Hunde in den Himmel kommen, weil sie – im Gegensatz zu den Menschen – von Natur aus gut, loyal und treu sind, findet sich auch Charlie an der Himmelspforte wieder. Dort trifft er Annabelle, einen Engel. Charlie ist jedoch der Meinung, zu früh gestorben zu sein, stiehlt deshalb seine Lebensuhr und kehrt wieder zur Erde zurück. Dies bedeutet jedoch, dass der Schäferhund nie wieder in den Himmel zurückkehren kann, da er seinen Platz dort verwirkt hat. Wenn er wieder stirbt, seine Lebensuhr also aufhört zu ticken, muss er in die Hölle.
Zunächst ist Charlie jedoch damit beschäftigt, sich an Carface zu rächen. Zusammen mit Itchy eröffnet er eine Bar als Konkurrenz zu Carface’ Casino. Kurz darauf lernt Charlie Anne-Marie kennen, ein siebenjähriges Mädchen, das mit Tieren sprechen kann. Der Schäferhund erkennt schnell, dass sie aufgrund dieser Fähigkeit für seine Pläne sehr nützlich sein kann. Fortan liest er ihr jeden Wunsch von den Lippen ab. Allerdings sehnt sich Anne-Marie nach einer Familie und findet außerdem bald heraus, dass Charlie mit unlauteren Methoden arbeitet. Ein Essen Anne-Maries bei einem kinderlosen Ehepaar, bei dem Charlie das Mädchen beobachtet, endet nach dem Auftauchen von Carface mit einer Verfolgungsjagd, bei der der Schäferhund und Anne-Marie der Bulldogge knapp entkommen können. Dabei lernen sie King Gator kennen, einen riesigen Alligator, und freunden sich mit ihm an.
Unterdessen hat Carface, immer noch auf der Jagd nach Charlie, zusammen mit seinen Handlangern Charlies Bar überfallen und Itchy dabei schwer verletzt. Als der Schäferhund zurückkommt, macht der Basset ihm schwere Vorwürfe, weil er nicht da war und auch sonst im Grunde nie für ihn da sei, weil er sich nur noch um Anne-Marie kümmere. Um Itchy zu beschwichtigen, sagt Charlie ihm, dass Anne-Marie ihm nichts bedeute und er sie nur benutzen würde. Anne-Marie, die inzwischen sehr krank ist, hört dies und läuft weg. Dabei wird sie von Carface gefangen genommen und in einen Käfig gesteckt. Beim Versuch, Anne-Marie zu befreien, wird Charlie an einen Anker gebunden und ins Wasser geworfen, kann aber von King Gator befreit werden. Während er mit Carface kämpft, verliert Charlie seine Lebensuhr. Im selben Moment droht jedoch Anne-Marie ins Wasser zu rutschen und zu ertrinken. Da er nicht gleichzeitig seine Uhr und Anne-Marie retten kann, entscheidet sich Charlie für Anne-Marie und rettet ihr Leben. Während Carface von King Gator verschlungen wird, sieht man wie Charlies Uhr stehen bleibt.
Anne-Marie wird schließlich von dem kinderlosen Ehepaar aufgenommen, woraufhin Charlie als Geist in ihrem Schlafzimmer erscheint, um sie ein letztes Mal sehen zu können und ihr die Aufgabe anzuvertrauen sich um Itchy zu kümmern. Anschließend erscheint ihm Annabelle. Sie erklärt Charlie, dass er wieder in den Himmel zurückkehren darf, da er sein Leben selbstlos für Anne-Marie geopfert hat. Carface gelingt es ebenfalls seine Uhr aufzuziehen und will nun zurück ins Leben. Charlie deutet augenzwinkernd an, dass man Carface bald wiedersehen wird.

## Synchronisation
| Rolle             | Englischer Sprecher   | Deutscher Sprecher     |
| ----------------- | --------------------- | ---------------------- |
| Charlie B. Barkin | Burt Reynolds         | Harald Juhnke          |
| Itchy Itchiford   | Dom DeLuise           | Andreas Mannkopff      |
| Anne-Marie        | Judith Barsi          | Anna Maria Riedel      |
| Engel Annabelle   | Melba Moore           | Regina Lemnitz         |
| Carface           | Vic Tayback           | Wolfgang Dehler        |
| Killer            | Charles Nelson Reilly | Santiago Ziesmer       |
| King Gator        | Ken Page              | Roberto Blanco         |
| Flo               | Loni Anderson         | Almut Eggert           |
| Harold            | Rob Fuller            | Uwe Büschken           |
| Kate              | Earleen Carey         | Marina Krogull         |
| Stella Dallas     | Anna Manahan          | Cornelia Meinhardt     |
| Sir Reginald      | Nigel Pegram          | Gerald Paradies        |
| Sportreporter     | Daryl Gilley          | Joachim Pukaß          |
| Höllenhund        | Frank Welker          | Frank Welker           |
| Erzähler          | nicht vorhanden       | Friedrich Schoenfelder |

## Resonanz
Der Film erfuhr im Vergleich zum Disney-Film Arielle, die Meerjungfrau der zur gleichen Zeit ins Kino kam, in den USA eine mäßige Resonanz, während in Deutschland mehr als 1,1 Millionen Menschen den Film sahen. Die Kritiken fielen eher negativ aus, vor allem die Gestaltung der Charaktere, die von vielen Beobachtern als unsympathisch empfunden wurden, und die musikalische Untermalung wurden kritisiert. Roger Ebert lobte hingegen vor allem die beeindruckende Farbgebung, die ihn an die frühen Zeichentrickfilme erinnern würde.

## Auszeichnungen
Der Film wurde nominiert:

| 1990 | Young Artist Awards | Young Artist Award | Charlie – Alle Hunde kommen in den Himmel | Best Family Motion Picture – Adventure or Cartoon | Nominiert |

## Fortsetzungen
1996 kam mit Charlie – Ein himmlischer Held (All Dogs Go to Heaven 2) eine Fortsetzung des Films in die Kinos. Von 1996 bis 1999 wurde außerdem die Serie Alle Hunde kommen in den Himmel (All Dogs Go to Heaven: The Series) produziert. Die letzte Folge der Serie, Charlie – Eine himmlische Weihnachtsgeschichte (An All Dogs Christmas Carol), gilt gleichzeitig als letzter Film der Reihe.